# Polina Žerebcova
Polina Žerebcova (in russo Полина Жеребцова?; Groznyj, 20 marzo 1985) è una giornalista e scrittrice russa.
Polina Gerebzova – scrittrice documentarista, poeta, autrice dei famosi diari dei suoi periodi di infanzia, adolescenza, giovinezza passati durante tre guerre cecene. 
Dal 2002 lavora come giornalista. È membro dell'Unione dei Giornalisti di Russia, del PEN Club. Ha ricevuto il Premio Internazionale Janusz Korczak (Gerusalemme) in due nomination, racconto e prosa documentalistica). Nel 2012 ha ricevuto il Premio Sacharov "Per giornalismo come atto nobile".
Dal 2013 vive in Finlandia..

## Biografia
Polina è nata a Groznyj, capitale della Cecenia, e li ha vissuto fino all'età di venti anni. Si considera cosmopolita, anche per la presenza di tante radici nel suo sangue. Suo padre era morì quando era piccolissima. La famiglia, i nonni, le nonne erano musicisti, artisti, pittori, giornalisti della TV.
Nel 1994 a 9 anni Polina comincia a scrivere i diari dove annota tutto ciò che succede attorno a lei. Gli studi, il primo innamoramento, le liti con i genitori – come nella vita di ogni adolescente, - era presente nella vita di Polina assieme ai bombardamenti, la fame, il freddo i la distruzione e la miseria..

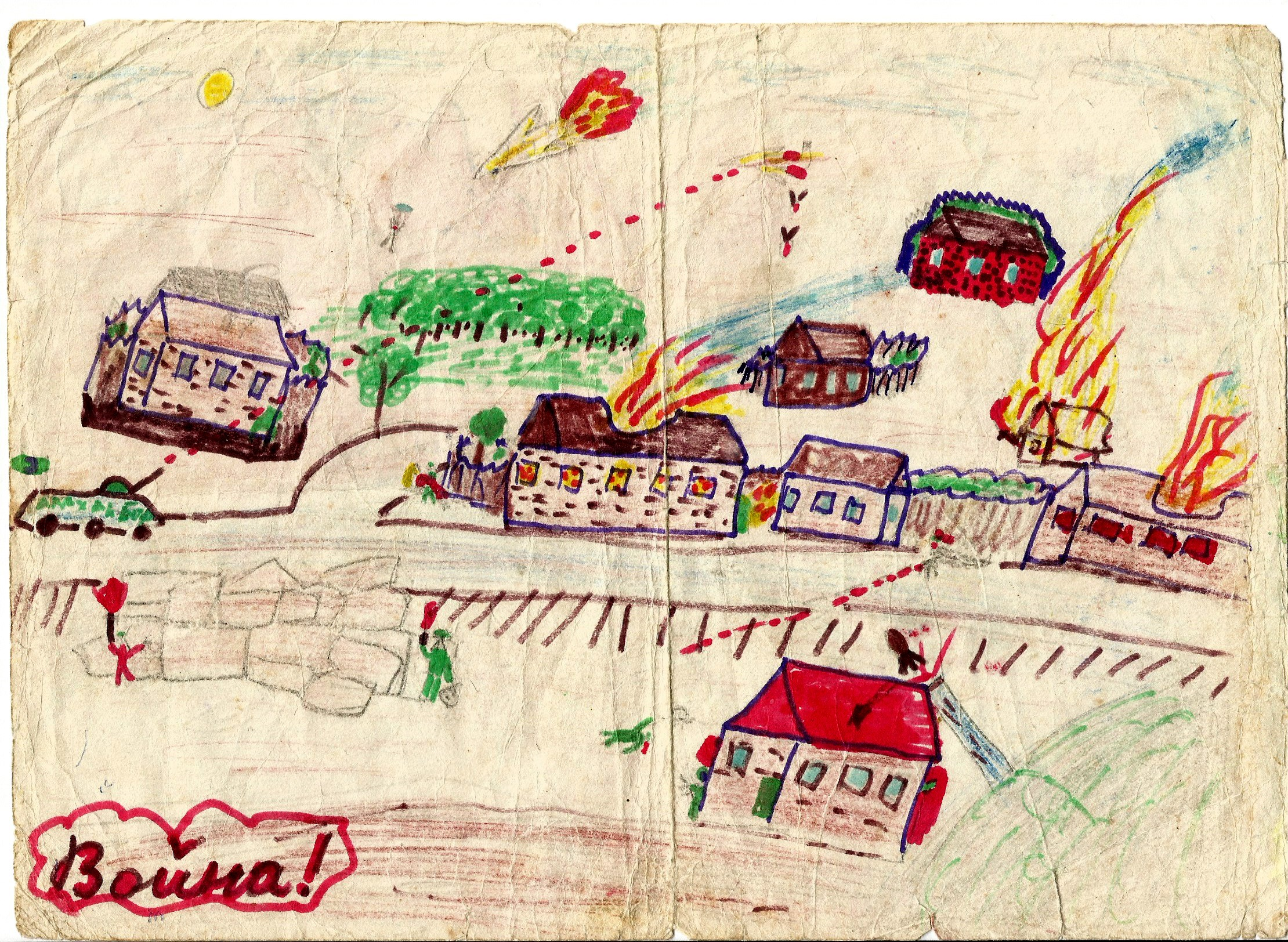
Prima guerra cecena ,1995

Il 21 ottobre del 1999 è ferita con le schegge durante il bombardamento del Mercato Centrale della città. Dal 2002 lavora come giornalista.
Nel 2003-2004 frequenta la Scuola di Corrispondenti Nel 2004 ha completato il Diario Ceceno, a soli 19 anni. Nel 2006 è premiata per due nomination – racconto di guerra e prosa documentalistica, Premio di Januch Korchak (Gerusalemme, Israele)
Dal 2007 è membro dell'Unione dei Giornalisti di Russia.
Nel 2010 finisce gli studi di psicologia di base presso l'Università Nord Caucaso a Stavropoli.
Nel 2011 ha pubblicato il primo libro Il diario di Polina Gerebzova. Cecenia 1999-2002.
2012 – membro di PEN Club. 2012 – Premio Sacharov Per il giornalismo come atto nobile.
2013 – ha ricevuto l'asilo politico in Finlandia.
2014 – ha pubblicato il libro “La formica nel barattolo di vetro”. Il libro è tradotto in 22 lingue. 
.